# Ctenolophon englerianus
Ctenolophon englerianus là một loài thực vật có hoa trong họ Ctenolophonaceae. Loài này được Mildbr. mô tả khoa học đầu tiên năm 1924.